# Wyeth
Wyeth (произносится как Уайет), ранее известная как American Home Products — одна из крупнейших фармацевтических компаний в мире (Pfizer, GlaxoSmithKline, Sanofi-Aventis, Novartis, AstraZeneca, Johnson & Johnson, Merck & Co., F. Hoffmann-La Roche, Eli Lilly and Company, Wyeth — в 2006 году). Главное административное здание расположено в Мэдисоне, штат Нью-Джерси. Компания основана в 1860 году, фармацевтами Джоном (John) и Франком (Frank) Wyeth.
Корпорация имеет три отделения: Wyeth Pharmaceuticals, Wyeth Consumer Healthcare и Fort Dodge Animal Health.
23 января 2009 года, The Wall Street Journal сообщил о переговорах компании Pfizer с Wyeth о покупке последней за 68 миллиардов долларов.. Сделка состоялась 15 октября 2009 года.

## Продукция
- Мультивитамины «Центрум»
- Премарин
- Effexor (неврология)
- Protonix (гастроэнтерология)
- Вакцина Prevnar
- Advil
- Robitussin
- Chapstick